# Floresbergbrilvogel
De floresbergbrilvogel (Heleia superciliaris synoniem: Lophozosterops superciliaris) is een zangvogel uit de familie Zosteropidae (brilvogels).

## Verspreiding en leefgebied
Deze soort is endemisch in de bergen van de Kleine Soenda-eilanden en telt twee ondersoorten:
- H. s. hartertiana: Soembawa.
- H. s. superciliaris: Flores.

## Status
De grootte van de populatie is niet gekwantificeerd maar de soort wordt omschreven als algemeen. Op de Rode lijst van de IUCN heeft deze soort de status niet bedreigd.